# Maria Ivogün
Maria Ivogün (Ilse Kempner) fue una soprano de coloratura húngara.( 18 de noviembre de 1891 en Budapest, Hungría - 3 de octubre de 1987 en Beatenberg, Suiza).

## Vida y obra
Muy apreciada por directores como Bruno Walter, Wilhelm Furtwängler, Erich Kleiber y el compositor Richard Strauss, pertenece a una generación de notables sopranos de coloraturas de escuela germánica como Elisabeth Schumann, Frieda Hempel, Lotte Schöne, y Selma Kurz.
Poseía una voz cristalina y flexible de soprano lírica y fue ideal Zerbinetta de Ariadne auf Naxos, la Reina de la noche de La flauta mágica de Mozart, Gilda en Rigoletto, Zerlina en Don Giovanni, Konstanze en El rapto en el serrallo y Rosina de El barbero de Sevilla de Rossini.
Estuvo casada con el tenor Karl Erb y luego con el pianista Michael Raucheisen y al retirarse de la escena fue famosa maestra de canto en Berlín y Viena, entre sus alumnas se contaron Elisabeth Schwarzkopf, Rita Streich, Renate Holm y Evelyn Lear.